# Jens Zemke
Jens Zemke, nascido a 17 de outubro de 1966 em Wiesbaden, foi um ciclista profissional alemão que atualmente faz os trabalhos de diretor desportivo do conjunto Bora-Hansgrohe.

## Palmarés
- 1992
  - 1 etapa da Volta à Baviera

- 1994
  - 1 etapa da Volta à Baviera

- 1999
  - Tour de Hesse, mais 1 etapa
  - Volta a Nuremberg